# Good Dog, Carl
Good Dog, Carl ist ein Bilderbuch der US-amerikanischen Kinderbuchautorin und Illustratorin Sandra Louise Woodward Darling, das diese 1985 unter dem Pseudonym Alexandra Day veröffentlichte. Es ist das erste Buch aus einer Reihe von Geschichten mit dem Rottweiler Carl und einem Baby namens Madeleine.

## Inhalt
Frauchen geht einkaufen und fordert den Rottweiler Carl auf, in der Zwischenzeit gut auf das Baby aufzupassen. Sobald die Luft rein ist, beginnen Carl und das Baby eine ganze Reihe kleiner Abenteuer: Auf Carls Rücken geht es zuerst ins Schlafzimmer, wo sie gemeinsam in Mamas Bett hüpfen, dann vergnügen sie sich mit den Schminkutensilien vor dem Spiegel der Frisierkommode, daraufhin rutscht das Baby im Wäscheschacht, schwimmt anschließend eine Runde im Aquarium, dann wird gemeinsam zu Musik aus der Stereoanlage getanzt und die beiden machen sich schließlich über den Kühlschrank her, um ein ziemliches Schlamassel zu hinterlassen. Daraufhin badet Carl das Baby, föhnt es und bringt es zurück in sein Gitterbett. Da Frauchen noch nicht aufgetaucht ist, bleibt auch noch genügend Zeit für den Rottweiler, um sämtliche Spuren der gemeinsamen Abenteuer zu beseitigen. Als die Mutter schließlich vom Einkaufen heimkommt, liegt Carl unschuldig vor dem Gitterbett und bekommt entsprechend Lob von seinem Frauchen.

## Hintergrund
Alexandra Day und ihr Ehemann Harold Darling erblickten in einem Zürcher Buchladen einen deutschen Cartoon namens „Bravo Karo“, in dem ein kleiner Hund mit einem Baby zurückgelassen wird, das aus seiner Wiege fällt. Dem Hund gelingt es, das Baby zurück in die Wiege zu legen, ehe die Eltern nach Hause kommen. Darlings Gatte sah darin eine gute Idee für ein Bilderbuch und inspiriert durch ihren eigenen Rottweiler entstand so schließlich Good Dog, Carl.

## Rezeption
Kaylee Davis schreibt in ihrer Rezension: „Mit nur zwölf Wörtern erzählen Alexandra Days wundervolle Bilder eine fast lautlose Geschichte – mit der Eloquenz einer wahrhaft meisterlichen Illustratorin … Bei diesem Buch müssen Eltern alles vergessen, was sie über Babysitting und Rottweiler zu wissen glauben. Kleinkinder haben in dieser Hinsicht keine vorgefassten Meinungen und ahnen deswegen auch nichts vom elterlichen Dilemma.“ Joseph O. und Margie M. Milner schreiben in ihrem Artikel über das kindliche Verständnis von Ironie: „Days Good Dog, Carl ist ein kluges Buch, das von einer grundlegenden Ironie durchdrungen ist, die schon 2- bis 3-jährige Kinder zu verstehen beginnen und die 5- bis 6-jährige Kinder deutlich erkennen. Sie erfassen die Unverschämtheit, die Rebellion, die immer im Begriff ist, loszulegen.“ Im Sammelwerk The Oxford Encyclopedia of Children’s Literature heißt es in der Biographie zu Alexandra Day: „Ihre Bücher enthalten nur wenige Worte, da Babys und Hunde nicht viel sprechen, und detaillierte Bilder, die von verschiedenen lustigen Eskapaden erzählen, in denen sich Carl und das Baby austoben, während die Mutter weg ist. Ein Teil des Reizes der Bücher ist die Beziehung zwischen Tier und Mensch.“

## Besonderheiten
Good Dog, Carl kommt mit jeweils einem Satz am Anfang und am Ende des Buchs aus, der Rest der Geschichte wird ausschließlich anhand der Illustrationen erzählt.

## Referenzen
Good Dog, Carl ist in dem literarischen Nachschlagewerk 1001 Kinder- und Jugendbücher – Lies uns, bevor Du erwachsen bist! für die Altersstufe 0–3 Jahre enthalten.

## Ausgaben
- Good Dog, Carl. Green Tiger Press, USA 1985 (englisch, librarything.com).